# العلاقات الأسترالية اللوكسمبورغية
العلاقات الأسترالية اللوكسمبورغية هي العلاقات الثنائية التي تجمع بين أستراليا ولوكسمبورغ.

## مقارنة بين البلدين
هذه مقارنة عامة ومرجعية للدولتين:
| وجه المقارنة                                              | أستراليا                                   | لوكسمبورغ                                                     |
| --------------------------------------------------------- | ------------------------------------------ | ------------------------------------------------------------- |
| المساحة (كم2)                                             | 7.69 مليون                                 | 2.59 ألف                                                      |
| عدد السكان (نسمة)                                         | 24.51 مليون                                | 599.45 ألف                                                    |
| الكثافة السكانية (ن./كم²)                                 | 3.19                                       | 231.45                                                        |
| العاصمة                                                   | كانبرا، ملبورن                             | لوكسمبورغ                                                     |
| اللغة الرسمية                                             | لغة إنجليزية                               | اللغة اللوكسمبورغية، لغة فرنسية، اللغة الألمانية              |
| العملة                                                    | دولار أسترالي، جنيه إسترليني، جنيه أسترالي | يورو، فرنك لوكسمبورغ                                          |
| الناتج المحلي الإجمالي (بليون دولار)                      | 1.32 تريليون                               | 62.40 مليار                                                   |
| الناتج المحلي الإجمالي (تعادل القوة الشرائية) بليون دولار | 1.10 تريليون                               | 58.13 مليار                                                   |
| الناتج المحلي الإجمالي الاسمي للفرد دولار أمريكي          | 56.31 ألف                                  | 101.45 ألف                                                    |
| الناتج المحلي الإجمالي للفرد دولار أمريكي                 | 45.92 ألف                                  | 101.93 ألف                                                    |
| مؤشر التنمية البشرية                                      | 0.939                                      | 0.892                                                         |
| رمز المكالمات الدولي                                      | +61                                        | +352                                                          |
| رمز الإنترنت                                              | .au                                        | .lu                                                           |
| المنطقة الزمنية                                           |                                            | توقيت وسط أوروبا، ت ع م+01:00، ت ع م+02:00، أوروبا/لوكسمبورج ‏ |

## منظمات دولية مشتركة
يشترك البلدان في عضوية مجموعة من المنظمات الدولية، منها:
| علم المنظمة | اسم المنظمة                               | تاريخ انضمام أستراليا | تاريخ انضمام لوكسمبورغ |
| ----------- | ----------------------------------------- | --------------------- | ---------------------- |
|             | منظمة التعاون الاقتصادي والتنمية          | ?                     | ?                      |
|             | منظمة التجارة العالمية                    | ?                     | ?                      |
|             | الاتحاد البريدي العالمي                   | ?                     | ?                      |
|             | الوكالة الدولية للطاقة                    | ?                     | ?                      |
|             | مجموعة الموردين النوويين                  | ?                     | ?                      |
|             | يونسكو                                    | 4 نوفمبر 1946         | 27 أكتوبر 1947         |
|             | الفريق المعني برصد الأرض                  | ?                     | ?                      |
|             | مؤسسة التمويل الدولية                     | 20 يوليو 1956         | 4 أكتوبر 1956          |
|             | المركز الدولي لتسوية المنازعات الاستشارية | 1 يونيو 1991          | 29 أغسطس 1970          |
|             | بنك التنمية الآسيوي                       | 1966                  | 2003                   |
|             | منظمة حظر الأسلحة الكيميائية              | ?                     | ?                      |
|             | مؤسسة التنمية الدولية                     | 24 سبتمبر 1960        | 4 يونيو 1964           |
|             | مجموعة أستراليا                           | 1985                  | 1985                   |
|             | نظام تحكم تكنولوجيا القذائف               | 1990                  | 1990                   |
|             | وكالة ضمان الاستثمار متعدد الأطراف        | 10 فبراير 1999        | 29 أغسطس 1991          |
|             | الاتحاد الدولي للاتصالات                  | 27 مايو 1878          | 2 مارس 1866            |
|             | منظمة الشرطة الجنائية الدولية             | ?                     | ?                      |
|             | الأمم المتحدة                             | 1 نوفمبر 1945         | 24 أكتوبر 1945         |
|             | البنك الدولي للإنشاء والتعمير             | 5 أغسطس 1947          | 27 ديسمبر 1945         |

## أعلام
هذه قائمة لبعض الشخصيات التي تربطها علاقات بالبلدين:
- بريندان نيلسون (سياسي أسترالي، 19 أغسطس 1958 – )
- دونكان لويس (3 أغسطس 1953 – )

## وصلات خارجية
- موقع وزارة الخارجية الأسترالية
- موقع وزارة الخارجية اللوكسمبورغية